# 天津市中医药研究院
天津市中医药研究院 (英語：Tianjin Academy Of Traditional Chinese Medicine)，创立于1991年，2009年，原天津市长征医院，天津市中医医院，天津中研院附属医院三家医院及天津中医药研究院，天津医药科学研究所合并组成了新的中医药研究院，位于中华人民共和国天津市红桥区北马路354号，拥有2所直属附属医院天津市中医药研究院附属医院和天津中医药研究院附属河西中医医院。

## 附属医院
- 天津市中医药研究院附属医院
- 天津中医药研究院附属河西中医医院（天津市河西区中医医院）